# Oreopasites
Oreopasites is een geslacht van vliesvleugelige insecten uit de familie bijen en hommels (Apidae)

## Soorten
- O. albinota Linsley, 1941
- O. arizonica Linsley, 1941
- O. barbarae Rozen, 1992
- O. collegarum Rozen, 1992
- O. euphorbiae Cockerell, 1929
- O. favreauae Rozen, 1992
- O. hurdi Rozen, 1992
- O. linsleyi Rozen, 1992
- O. powelli Rozen, 1992
- O. scituli Cockerell, 1906
- O. vanduzeei Cockerell, 1925